# Jüdischer Friedhof (Diespeck)

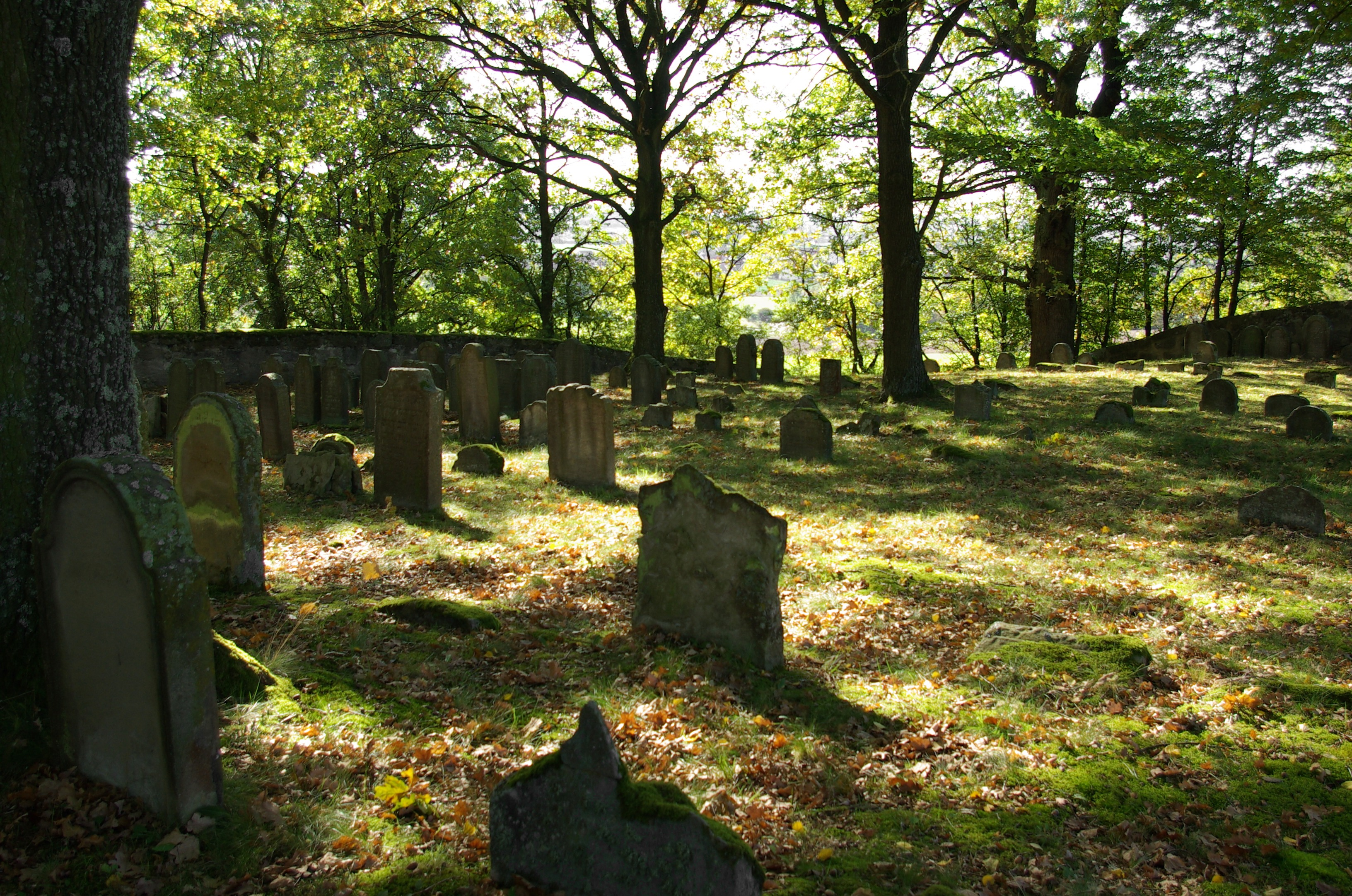
Älterer Teil des jüdischen Friedhofs in Diespeck, 2011

Der Jüdische Friedhof (auch Judensäcker genannt) in Diespeck im mittelfränkischen Landkreis Neustadt an der Aisch-Bad Windsheim ist eine jüdische Begräbnisstätte, die von 1786 bis 1938 belegt wurde.

## Lage
Der 2100 m² große, von einer massiven Sandsteinmauer umgebene Friedhof liegt etwa 1,5 Kilometer östlich von Diespeck an der Straße zum Ortsteil Dettendorf. Der Schlüssel für das Eisentor ist im Rathaus Diespeck oder beim Friedhofsbetreuer erhältlich.

## Geschichte

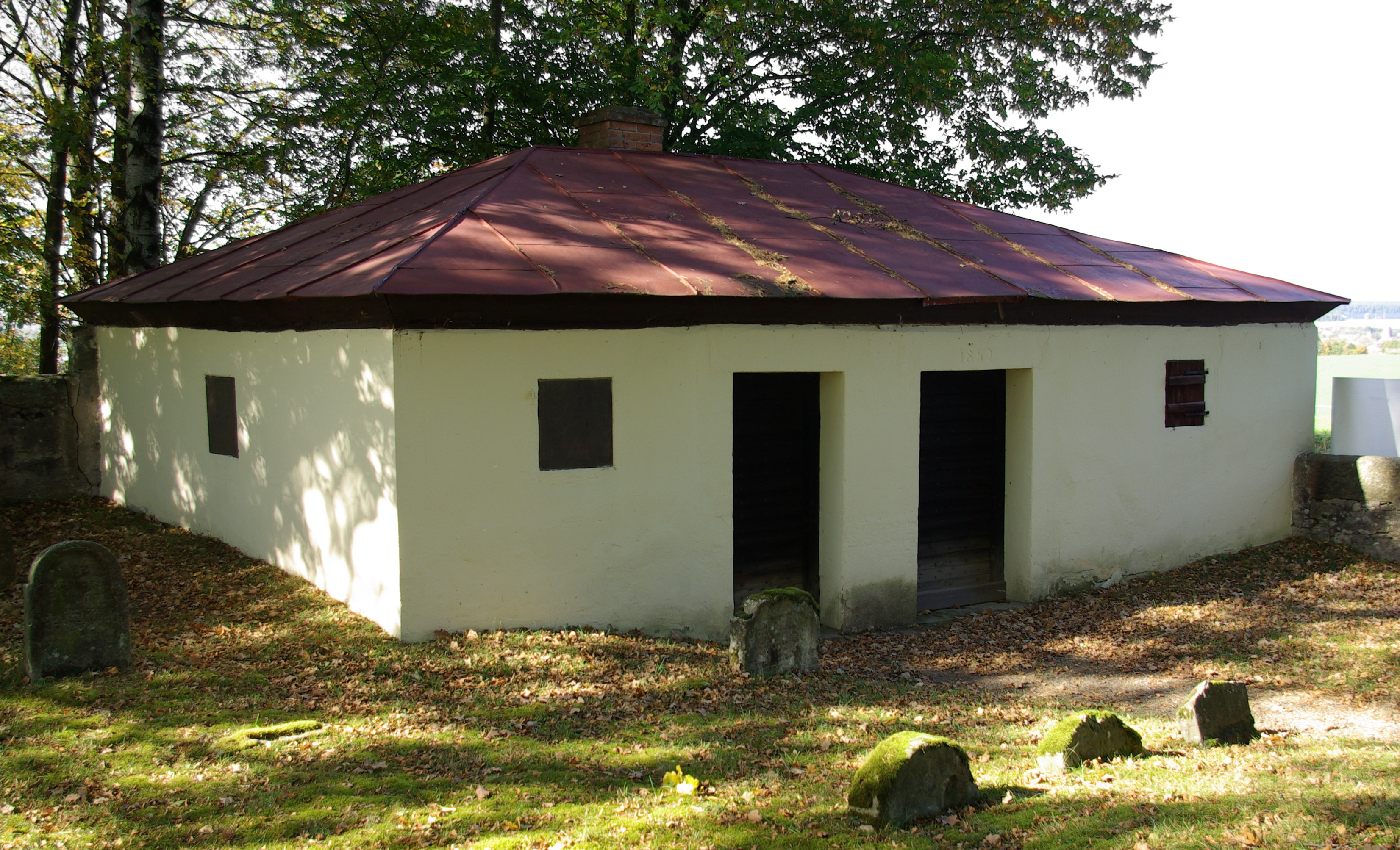
Taharahaus und ältere Grabsteine auf dem jüdischen Friedhof in Diespeck, 2011

Die Geschichte der jüdischen Gemeinde in Diespeck geht bis in das frühe 17. Jahrhundert zurück. Die erste bekannte Erwähnung aus dem Jahr 1616 nennt einen Juden, der im Ort ein Haus besaß. 1709 wurden neun jüdische Familien gezählt, 1771 lebten in Diespeck bereits 27 jüdische Familien. Die Verstorbenen der Gemeinde wurden zunächst auf dem etwa 15 Kilometer entfernten jüdischen Friedhof in Ullstadt bestattet. Am 7. März 1786 erhielten die Diespecker Juden eine Kaufgenehmigung für ein „Äckerlein von dem schlechtest sandigen Boden“, das „über zehn Jahre öd gelegen, folglich dem Zehentherrn ganz ohne Nutzen gewesen“. Gleich nach Erwerb des Grundstücks errichtete man gemeinsam mit der jüdischen Gemeinde in Pahres eine Friedhofsmauer und ein Taharahaus, das 1862 renoviert wurde. Der aus dem Jahr 1786 stammende erste Grabstein ist erhalten und befindet sich südlich des Gebäudes. Der überlieferte Name des Friedhofs lautet Judensäcker. Der Begriff bezieht sich sowohl auf die Bezeichnung Gottesacker als auch auf das hebräische Wort secher (hebräisch זכר), das Erinnerung, Gedenken bedeutet.

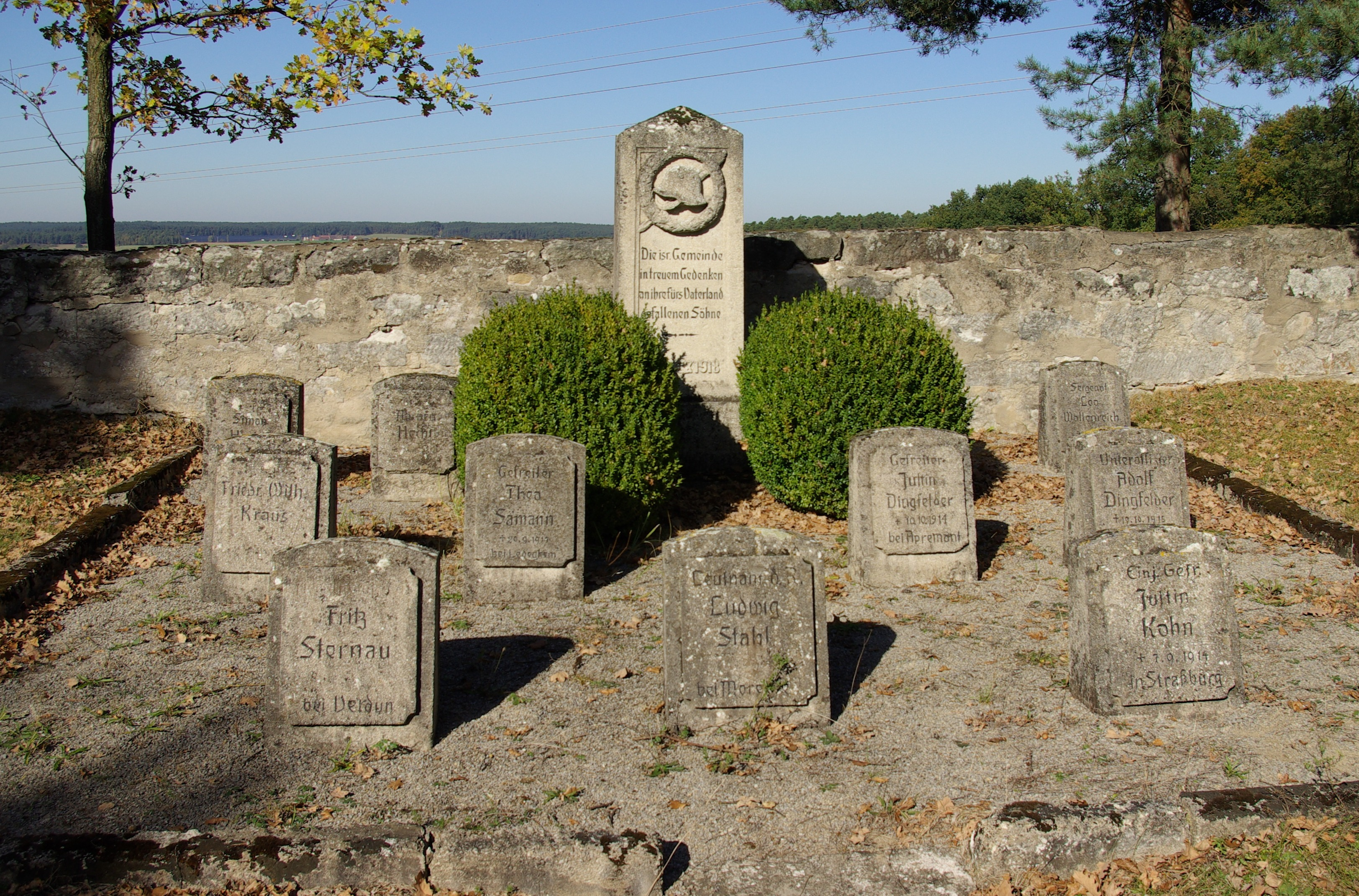
Kriegerdenkmal für die jüdischen Gefallenen im Ersten Weltkrieg, 2011

Nachdem 1837 in Diespeck mit 270 Personen (32,9 % von insgesamt 820) die Höchstzahl jüdischer Einwohner erreicht worden war, sank die Zahl anschließend durch Abwanderung in die Städte deutlich. Eine größere Zahl jüdischer Familien zog während der zweiten Hälfte des 19. Jahrhunderts in das benachbarte Neustadt an der Aisch. Die jüdische Gemeinde in Pahres wurde bereits in den 1870er Jahren aufgelöst. Die inzwischen deutlich kleinere jüdische Gemeinde Diespeck wurde 1915 der jüngeren Gemeinde in Neustadt an der Aisch angegliedert. Die verstorbenen Juden beider Orte wurden weiterhin in Diespeck beerdigt.
Am 19. August 1923 (14 Tage nach einem spektakulären Auftritt Adolf Hitlers anlässlich des „Deutschen Tages“ am 5. August in Neustadt an der Aisch) wurde auf dem jüdischen Friedhof ein von dem Steinmetz Heinrich Kraft geschaffenes Jüdisches Kriegerdenkmal eingeweiht, das an die elf von 38 im Ersten Weltkrieg gefallenen Mitglieder der jüdischen Gemeinde Neustadt-Diespeck erinnert. An diesem Tag sprach dort der Fürther Bezirksrabbiner Siegfried Behrens (1876–1942) zu den Anwesenden: „[...] Solange das deutsche Volk seine gefallenen Söhne ehrt, kann es nicht diejenigen ausschalten, die in seinen Reihen gekämpft haben, kann es nicht diejenigen nach Rasse und Religion scheiden, die das gleiche Schicksal erlebt haben“. Der Neustädter SPD-Stadtrat (von 1919 bis 1924), Zweite Vorstand der jüdischen Kultusgemeinde Neustadt-Diespeck und Initiator des Kriegerdenkmals Gustav Dingfelder (* 1876 in Diespeck) wies auf die hohe Zahl jüdischer Kriegsteilnehmer dr 98-Seelengemeinde hin.
Im Juli 1930 wurden auf dem Friedhof mehrere Grabsteine umgeworfen und beschädigt. Auch in der Zeit des Nationalsozialismus wurde der Friedhof geschändet. Nach der letzten Beerdigung im Jahr 1938 wurde die Friedhofsmauer abgetragen. Bis Ende 1938 hatten sämtliche Neustädter und Diespecker Juden ihre Heimat verlassen. Ein Großteil von ihnen fiel in den Vernichtungslagern dem Holocaust zum Opfer. Nach dem Zweiten Weltkrieg mussten Einheimische auf Befehl der US-amerikanischen Militärregierung die Friedhofsmauer wieder errichten.
Zu schweren Verwüstungen kam es am 24. Februar 2007, als zwei Männer insgesamt 63 Grabsteine und die 11 Gedenksteine des Kriegerdenkmals aus der Verankerung rissen, umwarfen und teilweise zerbrachen. Die zur Tatzeit 17 und 18 Jahre alten Täter, die der rechtsextremen Szene angehörten, hatten bereits im Oktober 2006 mit zwei weiteren Jugendlichen einen Brandanschlag auf ein Mietshaus in Bad Windsheim verübt. Die Jugendkammer des Landgerichts Nürnberg-Fürth verhängte für beide Taten Freiheitsstrafen zwischen drei Jahren sowie fünf Jahren und acht Monaten. Die umgestürzten Gräber mit zum Teil irreparablen Schäden wurden bis September 2007 restauriert. Auf dem Jüdischen Friedhof in Diespeck sind insgesamt 327 Grabsteine erhalten.

## Literatur

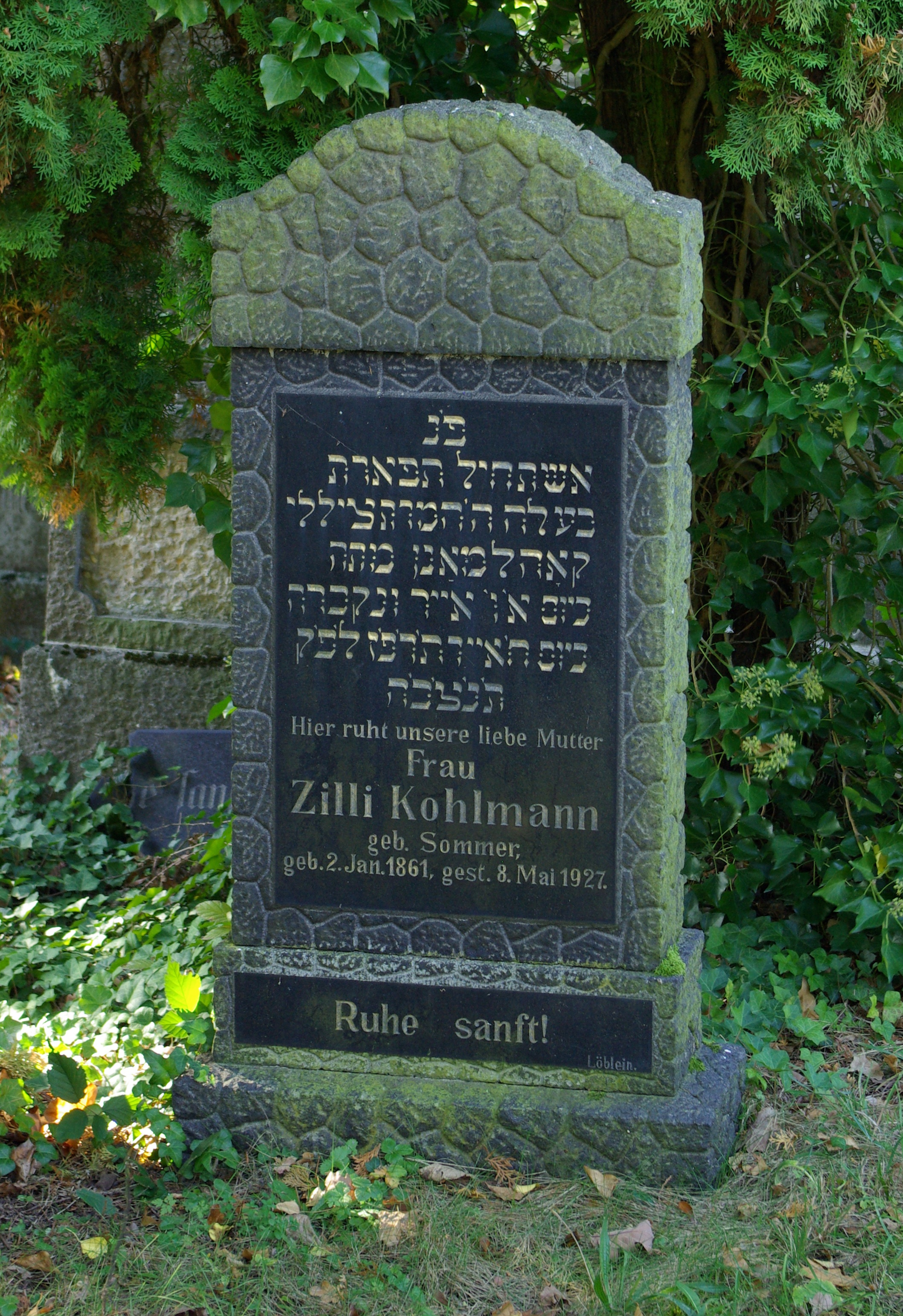
Grabstein aus den 1920er Jahren auf dem jüdischen Friedhof in Diespeck, 2011